# Peter Oosthoek
Peter Oosthoek (Utrecht, 3 september 1934 – Amsterdam, 27 september 2015) was toneelregisseur en acteur. Hij studeerde tot 1959 aan de Amsterdamse Toneelschool en deed daar naast de acteursopleiding tevens de regieopleiding.

## Loopbaan
Van 1959 tot 1962 werkte hij bij de Nederlandse Comedie, waar hij vooral acteerde in klassieke rollen van toneelschrijvers als Joost van den Vondel, William Shakespeare en Tennessee Williams.
Bij Toneelgroep Studio (van 1962 tot 1965) werkte Oosthoek veel samen met Kees van Iersel. Bij Studio legde hij zich toe op het regisseren van stukken van Nederlands toneelschrijvers.
Daarna volgde de overstap naar Toneelgroep Centrum, waar hij tot 1987 aan verbonden zou blijven. In die periode heeft Oosthoek het Nederlands repertoire een geweldige impuls gegeven. Onder zijn leiding werden stukken opgevoerd als Kees de Jongen van Theo Thijssen, waarvan het scenario werd geschreven door Gerben Hellinga, Ajax-Feyenoord (eveneens van Hellinga), Van de Koele Meren des Doods van Frederik van Eeden in een bewerking van Ton Vorstenbosch en Kutzwagers van Wim T. Schippers.
Hij regisseerde in 1977 in een vrije productie Herfst in Riga van Aleksej Arboezov. De rollen werden gespeeld door zijn leermeester Ko van Dijk jr. en Mary Dresselhuys
In 1983 maakt hij een uitstapje naar de film en regisseert "An Bloem" voor producent Frans Rasker, gebaseerd op het toneelstuk "Scheiden" van Ton Vorstenbosch.
In 1987 fuseerde Centrum met de Nederlandse Comedie en ontstond Toneelgroep Amsterdam. Daar werkte Oosthoek voornamelijk als acteur. Tot 1999 was hij aan dat gezelschap verbonden.
Oosthoek heeft daarnaast rollen gespeeld in televisieseries als Oud Geld, Wilhelmina en Wij Alexander. Het werk van Oosthoek is bekroond met vele toneelprijzen. Ook ontving hij in 1964 de Anne Frank-prijs.
Hij ontving de Van Dalsumring van Ko van Dijk jr., en gaf deze in 1993 door aan Pierre Bokma.
In 2009 speelde hij naast Rijk de Gooyer en Pierre Bokma in de film Happy End.
In 2012 speelde Oosthoek de rol van de oude prins Claus in de vierdelige VPRO-serie Beatrix, Oranje onder vuur.

## Privé
Hij was getrouwd met actrice Lettie Oosthoek-Lapère. Peter Oosthoek overleed in 2015 op 81-jarige leeftijd.
- Gemeinsame Normdatei: 1061811255
- International Standard Name Identifier: 0000 0001 3277 6346
- Nederlandse Thesaurus van Auteursnamen: 072845384
- Virtual International Authority File: 281308114
- WorldCat: E39PBJvxqkVPb7BDTMQW6fRYfq